# Ute Schwens

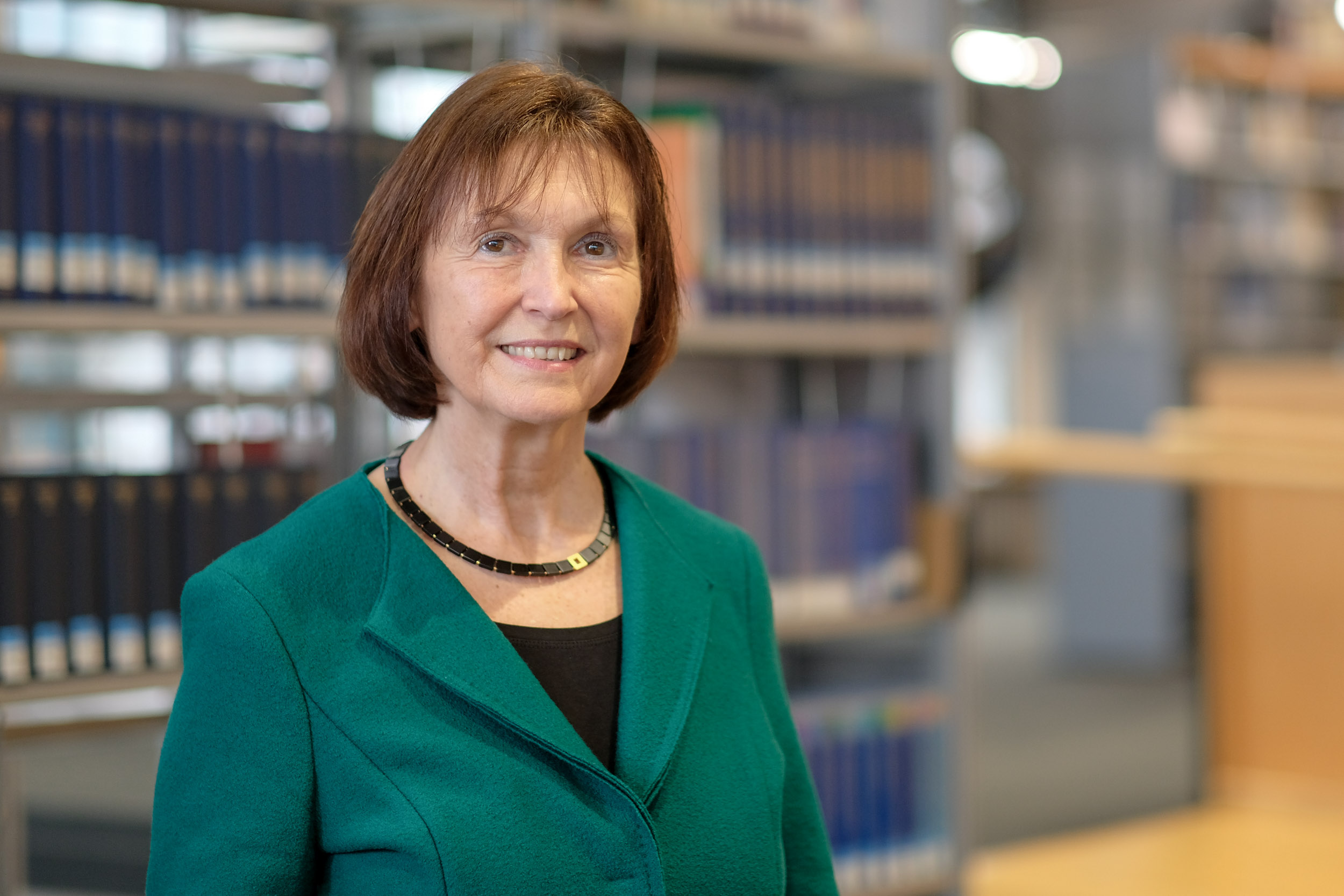
Ute Schwens im Lesesaal der Deutschen Nationalbibliothek in Frankfurt am Main

Ute Schwens (* 5. Januar 1959 in Offenbach) ist eine deutsche Bibliothekarin. Sie ist die stellvertretende Generaldirektorin der Deutschen Nationalbibliothek am Standort Frankfurt am Main.

## Leben und Wirken
Nach dem Abitur besuchte Ute Schwens von 1977 bis 1980 die Fachhochschule für Bibliothekswesen in Frankfurt. Sie ist seit 1980 an der Deutschen Nationalbibliothek in Frankfurt tätig. Bis 1999 war Schwens Assistentin des Generaldirektors Günther Pflug, Referatsleiterin der Zentrale bibliographische Dienstleistungen, Referatsleiterin Digitale Bibliothek und Abteilungsleiterin Dienstleistungen und Archivierung. 1999 wurde sie zur Direktorin des Frankfurter Hauses der Deutschen Nationalbibliothek ernannt. In dieser Funktion ist sie gleichzeitig Ständige Vertreterin des Generaldirektors.
Ute Schwens hat die Abteilung „Digitale Dienste“ an der Deutschen Nationalbibliothek in Frankfurt aufgebaut. Sie ist für die Nationalbibliothek maßgeblich am Aufbau und Betrieb der Deutschen Digitalen Bibliothek beteiligt und nimmt beratend an allen Gremiensitzungen teil.
Unter der Devise „digital statt gedruckt“ änderte die Deutsche Nationalbibliothek am 7. November 2016 die Benutzerordnung. Seitdem erhielt bei der Bereitstellung eines Werkes für die Leser die digitale Ausgabe den Vorzug gegenüber der gedruckten. Schwens vertrat in einem Interview die Ansicht, dass Online-Versionen gedruckte Bücher vollständig ersetzen könnten und diesen zudem überlegen seien. Als die Nutzerbefragung der Bibliothek im November 2016 allerdings zu dem Ergebnis kam, dass 82,7 % der Leser gedruckte und nur 7,1 % digitale Ausgaben bevorzugten, kehrte die Bibliothek wieder zur uneingeschränkten Online-Bestellung gedruckter Werke zurück.